# Línea 35 (EMT Valencia)
La línea 35 Illes Canàries/Ciutat Arts i Ciències - Plaça de l'Ajuntament  de EMT de Valencia es una línea de autobús que une el barrio de San Francisco, en el distrito de Ciutat Vella, en pleno centro  de Valencia, con los de La Cruz del Grao y de Camí Fondo, en el distrito de Caminos al Grao.

## Recorrido
| Dirección M. de Sotelo | Dirección Illes Canàries |
| ---------------------- | ------------------------ |
|                        |                          |

## Historia[2]

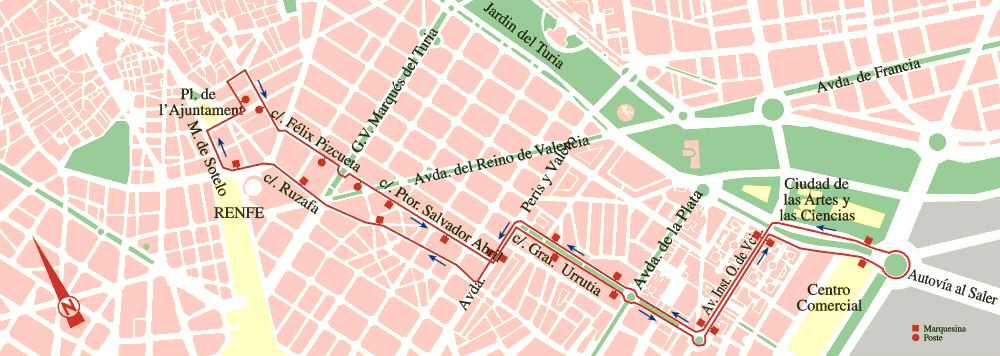
Itinerario hasta el 3 de mayo de 2010

La línea fue creada en enero de 2001 en sustitución de la línea C15, que realizaba el mismo recorrido de la actual línea 15 hasta llegar a la Ciudad de las Artes y las Ciencias, donde giraba para volver al centro. La finalidad de la línea 35 es unir el centro de la ciudad con la Ciudad de las Ciencias. En un primer momento, la línea estaba proyectada para llegar hasta el barrio de Nazaret, aunque finalmente terminaba su servicio en la rotonda que hay frente al puente de l'Assut de l'Or, por la parte del Centro Comercial El Saler y a cambio la línea 15 se desvió por Nazaret. Desde General Urrutia al centro se superpone con la línea 6 (EMT Valencia). El 3 de mayo de 2010, la línea 35 amplía su recorrido, cruzando para ello el puente de l'Assut de l'Or, prestando servicio a los barrios de La Creu del Grau y de Camí Fondo. De esta forma, la línea 35 pasó a denominarse ‘Illes Canàries - Ciutat de les Arts i les Ciències - Pl. de l'Ajuntament'.

## Series asignadas[2]
|                    | 2001 | 2002 | 2003 | 2004 | 2005 | 2006 | 2007 | 2008 | 2009 | 2010 | 2011 | 2012 | 2013 |
| ------------------ | ---- | ---- | ---- | ---- | ---- | ---- | ---- | ---- | ---- | ---- | ---- | ---- | ---- |
| CANTIDAD AUTOBUSES | 5    | 5    | 5    | 5    | 5    | 5    | 5    | 5    | 5    | 5    | 5    | 5    | 5    |
| SERIE              | 5100 | 5100 | 5100 | 5100 | 6100 | 6100 | 6100 | 6100 | 6100 | 6100 | 6100 | 6100 | 6100 |

## Otros datos
| Líneas de autobuses que prestan servicio en Valencia |               |                  |
| Línea anterior:                                      | Línea actual: | Línea siguiente: |
| 32 Línea 32                                          | 35 Línea 35   | 40 Línea 40      |